# 中新田駅
中新田駅（なかしんでんえき）は、神奈川県高座郡海老名町中新田（現・海老名市中新田三丁目）にあった相模鉄道相模線（現 JR相模線）の駅（廃駅）。正式には、「中新田停留場」と称していた。以下、当時のことに関する記述は、特記がない限り廃止時点におけるものである。また、同停留場の近くに、新駅の計画があるので併記する。

## 概要

### 地理
現在のJR相模線の厚木駅（厚木乗降場）から、同線の約400m茅ケ崎寄りにあった。この場所は現在のJR相模線と神奈川県道43号藤沢厚木線・神奈川県道46号相模原茅ヶ崎線（重複区間）が交わる中新田踏切と、その茅ケ崎寄りの次の新田踏切との間に位置する。北緯35度26分24秒 東経139度22分43秒 / 北緯35.44000度 東経139.37861度座標: 北緯35度26分24秒 東経139度22分43秒 / 北緯35.44000度 東経139.37861度付近。

### 駅構造
単式ホーム1面1線のみを持つ地上駅であった。

## 歴史
- 1932年（昭和7年）11月1日 - 開業[1]。
- 1937年（昭和12年） - 中新田停留場から小田原急行鉄道小田原線への連絡線が設置された。(詳細)
- 1943年（昭和18年）10月1日 - 戦時統制化の不急不要の排除により営業休止[1]。
- 1944年（昭和19年）6月1日 - 相模鉄道相模線国有化時に、正式に廃止[1]。

## 駅周辺
- 東急河原口駅 - 現在の小田急厚木駅。
- 神中鉄道中新田口乗降場 - 現在のJR厚木駅のプラットホームがある場所に存在した乗降場。
神中鉄道神中線厚木駅に所属し、河原口駅に隣接した乗降場。1929年（昭和4年）2月に河原口駅との接続駅として開業したが、1941年（昭和16年）11月25日に厚木駅 - 中新田口乗降場間廃線により廃止。
- 厚木駅 - JR相模線（旧 相模鉄道）・神中鉄道（現 相模鉄道）の駅
- 相模興業
- 相模川
- 海老名町立海老名国民学校中新田分校
1941年（昭和16年）3月31日までは、海老名町立尋常高等海老名小学校中新田分教場。現在の海老名市立中新田小学校。
- 神奈川県立愛甲農業学校
1936年（昭和11年）3月31日までは、荻野村外九箇村学校組合立愛甲農蚕学校。現在の神奈川県立中央農業高等学校。

## 新駅計画
中新田停留場とは異なる場所だが、JR相模線の社家駅と厚木駅の間の海老名運動公園の近くに、（仮称）海老名運動公園前駅を新設する計画がある。1995年（平成7年）に、地元で新駅設置期成同盟会が結成され、東日本旅客鉄道に要望されている。なお、この場所には1946年（昭和21年）4月25日 - 1949年（昭和24年）3月1日に「山王原信号場」があった。

## 隣の駅
相模鉄道
相模線
社家駅 - 中新田停留場 - 厚木駅